# Odchodnica pastwiskowa
Mesembrina meridiana, znana jako odchodnica pastwiskowa – pospolity owad z rodziny muchowatych.

## Galeria

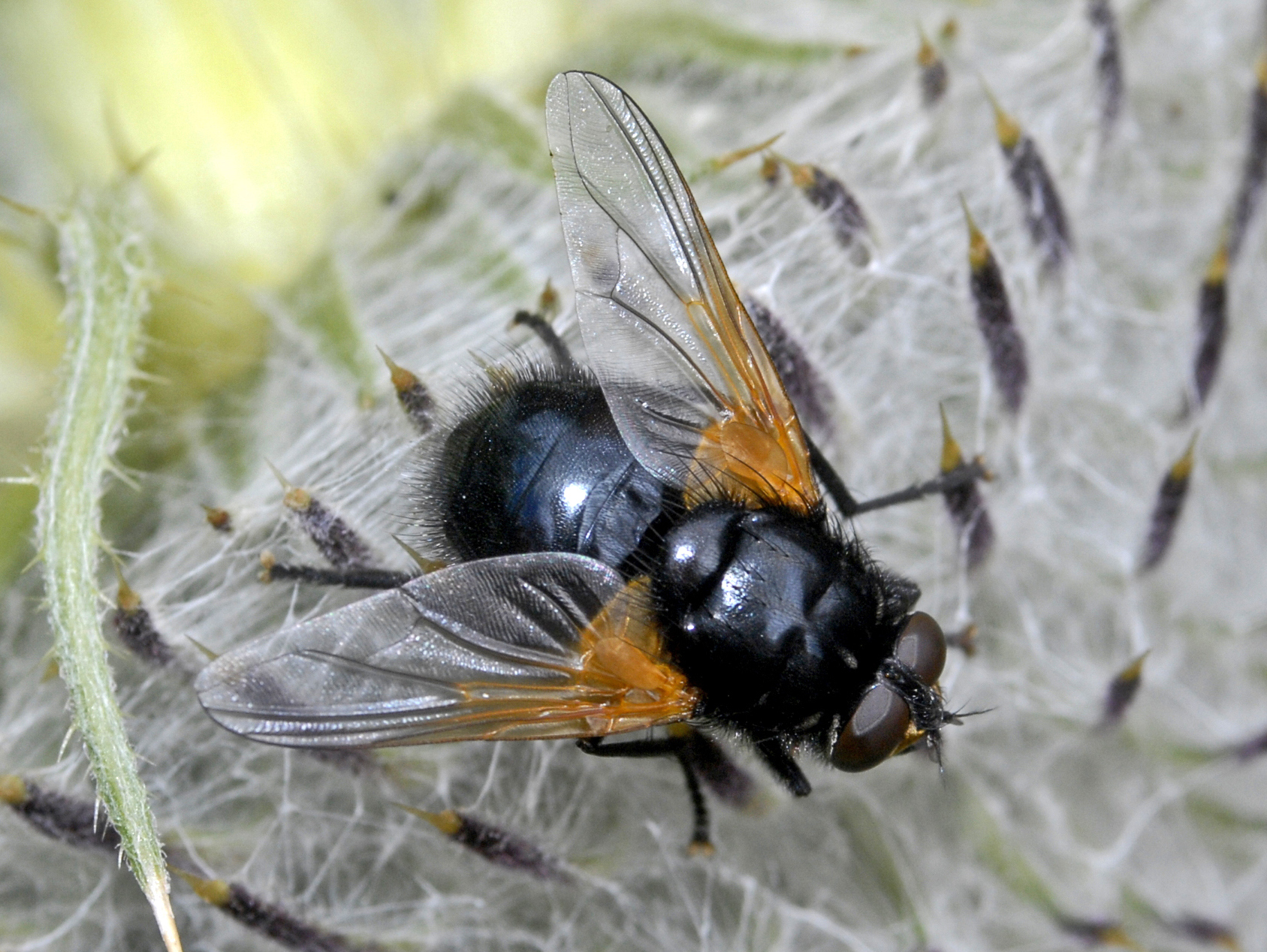

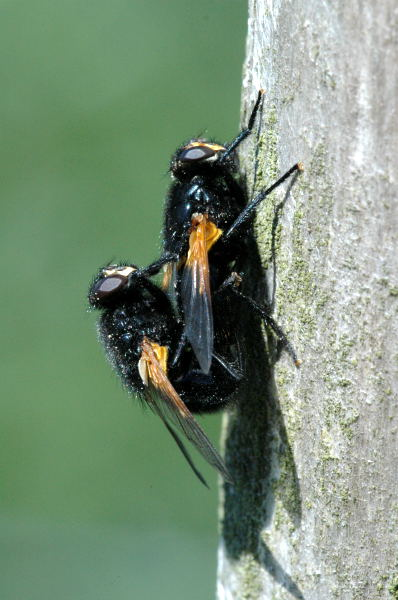
kopulacja
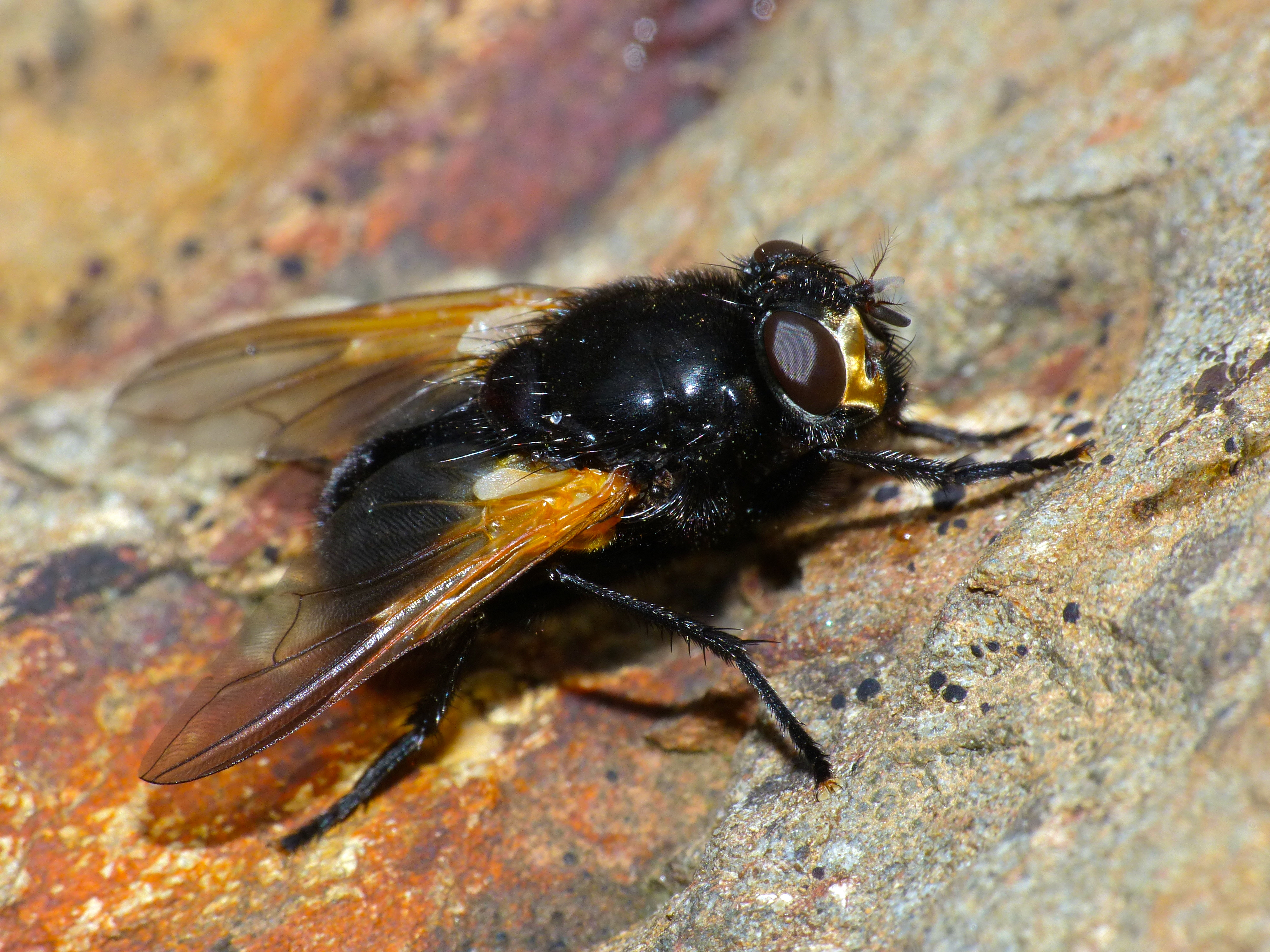
♀ samica
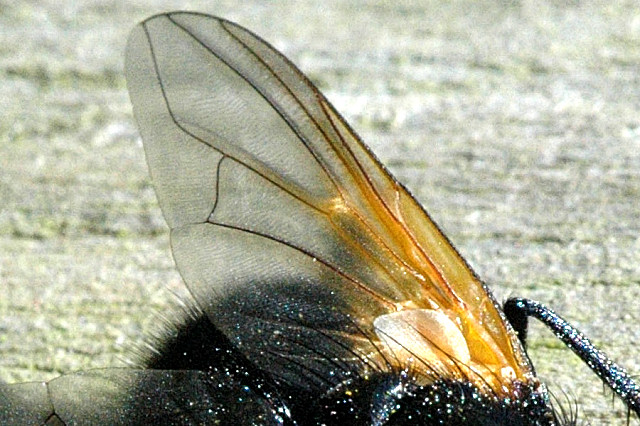
szczegóły skrzydła